# 妨礙中籃
妨礙中籃，（英語：Goaltending，又稱勾天頂)為籃球術語，是指籃球比賽中非法干擾已出手且正在下降軌跡或正在籃框上的球。若防守球員封阻的時間太遲，球已在空中過最高點或是已碰觸籃板，則為防守干擾違例，判進攻方成功得分；而若進攻球員干擾又不直接灌籃（如射球後，球還未離開籃框的上空便把球撥入），則判進攻干擾違例，防守方得控球權，這種情況稱為籃上干擾 (basket interference)，干擾球又稱為進攻妨礙中籃，經常被球迷與妨礙中籃混亂。
總結來說，球員在籃球尚未離開籃框上方圓柱體時，侵犯圓柱體的區域使己方球隊獲利，則會判決：
1. 自己進球不算 或是
2. 對方出手得分